# Cataratas Epupa

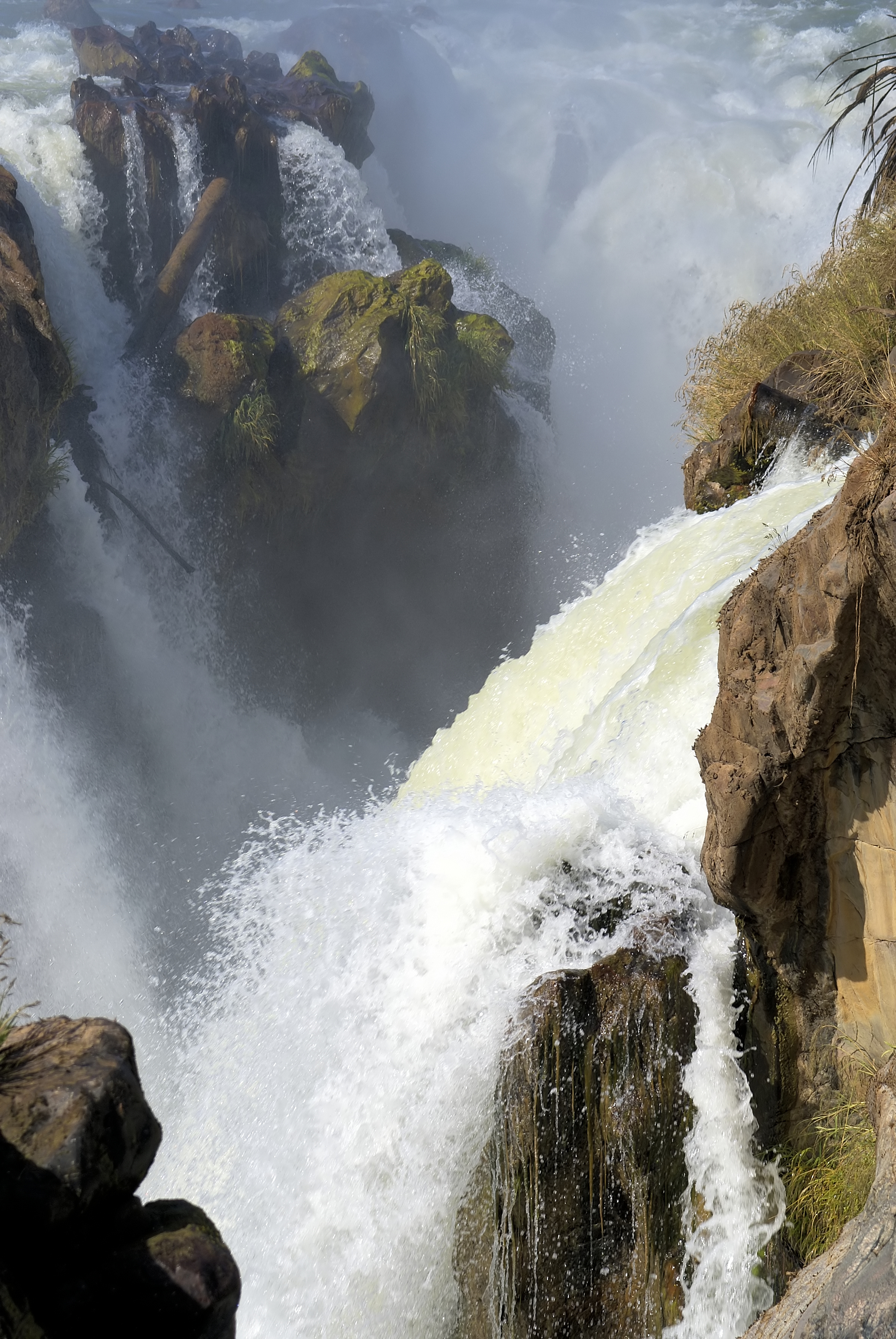
Las cataratas Epupa.

Las cataratas Epupa (en inglés: Epupa Falls y en portugués: Quedas do Monte Negro) son unas cataratas del África austral, localizadas en el río Cunene, en la frontera entre Angola y Namibia. El río tiene 0,5 kilómetros de ancho y cae por una serie de cascadas en un tramo de 1,5 km, siendo la caída mayor de 20 m.
Epupa, en idioma herero, significa «espuma».
El Distrito electoral Epupa de la región namibia de Kunene es llamado así por las cataratas.